# Sistema di supporto alla condotta

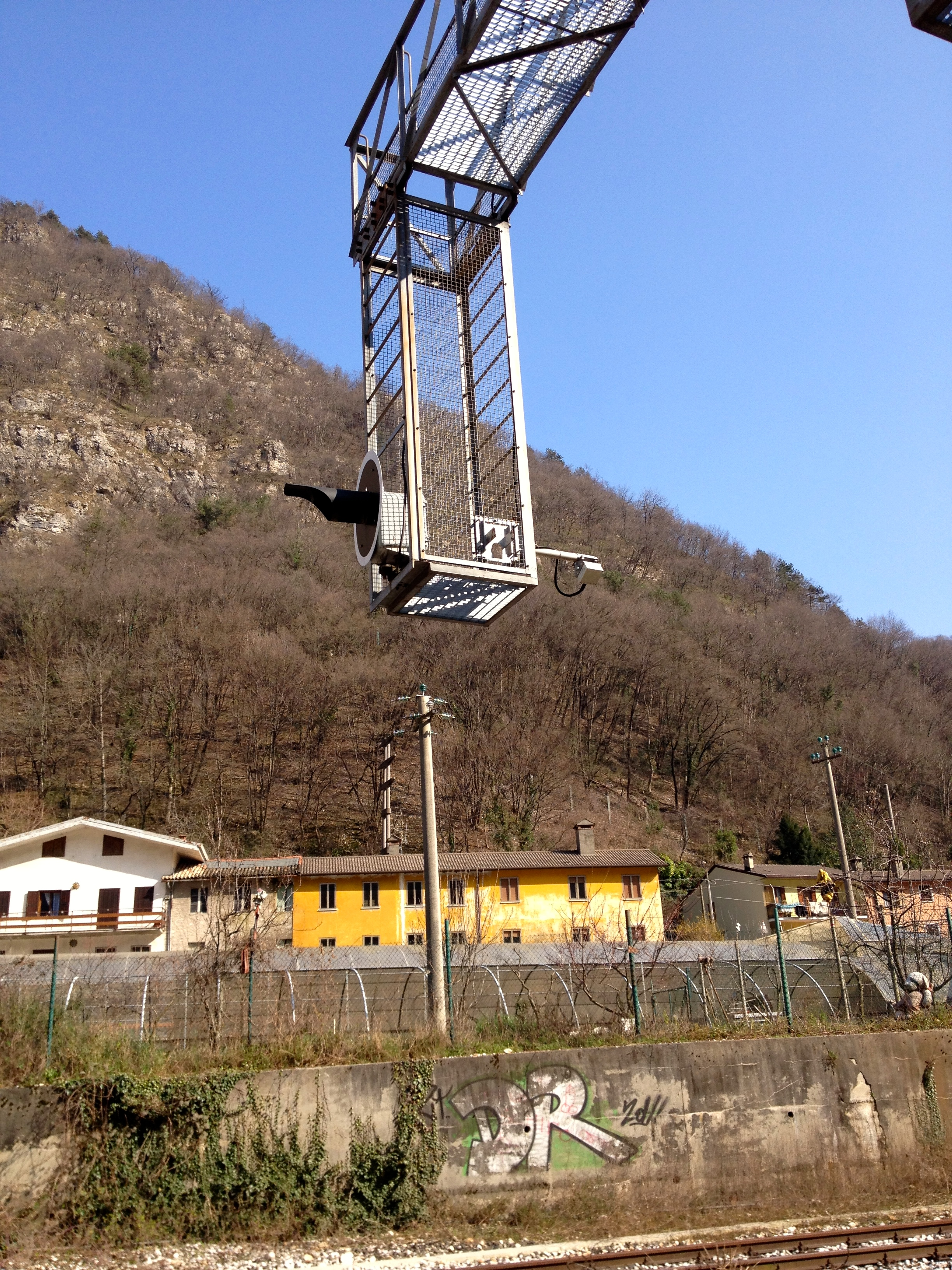
Transponder SSC applicato ad un segnale di partenza; Stazione di Carpanè-Valstagna

Il Sistema di Supporto alla Condotta (in sigla SSC) è un insieme di dispositivi utilizzati sulle linee ferroviarie italiane non elettrificate a scarso traffico, per controllare la regolarità della condotta dei treni in relazione alle informazioni restrittive dei segnali, alla velocità e al grado di frenatura della linea e ad eventuali rallentamenti.

## Caratteristiche
Il sistema era inizialmente di tipo discontinuo puntiforme, cioè trasmetteva le informazioni solo all'approssimarsi del treno al punto (segnale o altro ente) dotato di sistema di trasmissione (transponder).
Successivamente è stato modificato ottenendo nei fatti un sistema continuo puntiforme con una catena di appuntamenti simile a quella del Sistema di controllo della marcia del treno (SCMT): ad ogni punto informativo vengono trasmesse informazioni anche sulla distanza del punto successivo; in questo modo, il sistema è in grado di accorgersi di eventuali anomalie che coinvolgano il sottosistema di terra.
Il sistema di bordo comunica con il segnale utilizzando tecnologia trasmissiva con transponder a microonde (la stessa modalità del Telepass).
Il SSC viene applicato alle linee a semplice o doppio binario che hanno come velocità massima 150 km/h e su linee banalizzate. La principale applicazione è riservata alle linee non elettrificate, percorse da rotabili a trazione diesel appositamente attrezzati.
L'installazione del Sistema Supporto Condotta è prevista in tutte le linee di RFI che non sono attrezzate con il più evoluto sistema SCMT (circa 4954 km). Inizialmente in alcuni tratti di linea (442 km) era previsto il doppio attrezzaggio SCMT-SSC, poi abbandonato a favore del solo SCMT, e l'attrezzaggio dei rotabili o solo con SSC o solo con SCMT; in seguito si ritenne poco probabile che i treni attrezzati con un sistema non si ritrovassero mai a circolare su linee attrezzate con l'altro, quindi venne deciso di invertire la strategia e di attrezzare i rotabili con entrambi i sistemi e le linee con uno solo di essi.

## Componenti
Il Sistema Supporto Condotta, come il Sistema di Controllo Marcia Treno, è dotato di due sottosistemi:
- Sottosistema di Terra: è composto da un transponder che può essere collegato ad un encoder: i transponder non provvisti di encoder vengono posizionati circa 100 metri dal segnale e forniscono al treno informazioni di diagnostica, mentre quelli collegati all'encoder hanno il compito di trasferire a bordo le informazioni riguardanti gli aspetti dei segnali ed i provvedimenti da prendere se essi non vengono rispettati.
- Sottosistema di Bordo: si tratta di un elaboratore posto in cabina di guida che analizza i dati provenienti dal transponder del Sotto Sistema di Terra e dai comandi impartiti al treno da parte del Personale di Macchina. Il Sotto Sistema di Bordo è molto semplice e viene installato sul treno in pochi giorni[4].

## Funzionamento

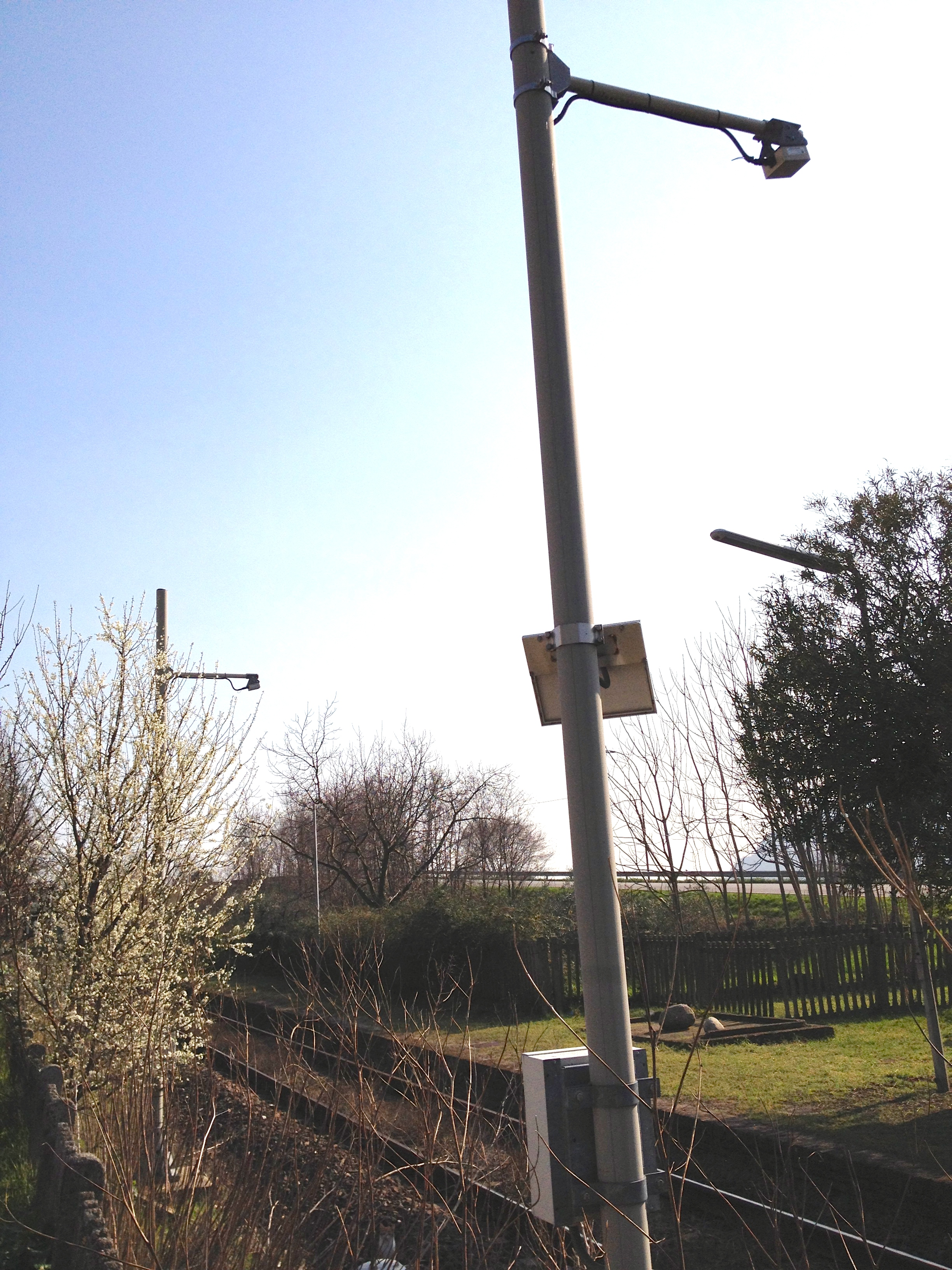
Doppio tag di appuntamento con il segnale di avviso

Il controllo della condotta si basa, come detto, su una catena di appuntamenti costituita dai seguenti punti:
- appuntamento con il segnale di avviso (tag): stabilisce l'inizio della catena ed è costituito da un trasmettitore (tag) posizionato a 100 metri dal segnale di avviso (a cui si riferisce l'appuntamento);
- primo punto informativo: è posizionato in corrispondenza del segnale di avviso e comunica al sottosistema di bordo la distanza dal segnale successivo e la velocità che il treno deve mantenere approcciando il segnale;
- secondo punto informativo: è posizionato in corrispondenza del segnale di prima categoria e trasmette al sottosistema di bordo l'aspetto del segnale relativo.

Il sistema di supporto alla condotta garantisce il rispetto dei segnali da parte del macchinista: il sottosistema di bordo riceve le informazioni sull'aspetto del segnale appena superato e, se esso ha aspetto restrittivo ma il convoglio non si comporta di conseguenza, viene azionata la frenatura di emergenza.